# 南芳野村
南芳野村（みなみよしのむら）は奈良県吉野郡にあった村。現在の黒滝村および下市町の南部にあたる。

## 地理
- 山岳：高岳、城山、櫃ヶ岳、栃ヶ山、扇形山、大峰山脈（大天井ヶ岳、四寸岩山）、柏原山、百貝岳
- 河川：丹生川、黒滝川

## 歴史
- 1889年（明治22年）4月1日 - 町村制の施行により、赤滝村・中戸村・寺戸村・脇川村・槙尾村・鳥住村・粟飯谷村・堂原村・御吉野村・長瀬村・桂原村・笠木村・才谷村・丹生村・長谷村・谷村・西山村・貝原村・黒木村の区域をもって発足。
- 1912年（明治45年）7月1日 - 分割され、大字丹生・長谷・谷・西山・貝原・黒木に丹生村が、大字赤滝・中戸・寺戸・脇川・槇尾・鳥住・才谷・粟飯谷・堂原・御吉野・長瀬・桂原・笠木に黒滝村がそれぞれ発足。同日南芳野村廃止。